# Turów Zgorzelec
El PGE Turów Zgorzelec es un equipo de baloncesto polaco que compite en la TBL, la primera división del país y en la tercera competición europea, la FIBA European Cup. Tiene su sede en la ciudad de Zgorzelec. Disputa sus partidos en el PGE Turów Arena, con capacidad para 3500 espectadores.

## Nombres
KS Turów
(1964 – 1965)
KS Turów Zgorzelec
(1965 – 2006)
KKS Turów Zgorzelec S.A.
(2006 – Presente)

## Temporadas
| Temporada | División | Liga | Posición | Play-Offs        | Copa Polaca      | Competición Regional  | Competición Europea                         |
| --------- | -------- | ---- | -------- | ---------------- | ---------------- | --------------------- | ------------------------------------------- |
| 2005–06   | 1        | TBL  | 7        | Cuartos de final | -                | -                     | -                                           |
| 2006–07   | 1        | TBL  | 2        | Subcampeones     | Semifinales      | -                     | -                                           |
| 2007–08   | 1        | TBL  | 1        | Subcampeones     | Semifinales      | -                     | Copa ULEB - Cuartos de final                |
| 2008–09   | 1        | TBL  | 2        | Subcampeones     | Semifinales      | -                     | Eurocup - Fase de grupos                    |
| 2009–10   | 1        | TBL  | 5        | Cuartos de final | Subcampeones     | -                     | Eurocup - Fase de grupos                    |
| 2010–11   | 1        | TBL  | 2        | Subcampeones     | Semifinales      | -                     | -                                           |
| 2011–12   | 1        | TBL  | 6        | Cuarta plaza     | Semifinales      | -                     | Eurocup - Fase de grupos                    |
| 2012–13   | 1        | TBL  | 1        | Subcampeones     | Semifinales      | VTB United League - 8 | -                                           |
| 2013–14   | 1        | TBL  | 1        | 1                | Subcampeones     | VTB United League - 7 | -                                           |
| 2014–15   | 1        | TBL  | 1        | Subcampeones     | Cuartos de final | -                     | Euroliga - Fase de grupos Eurocup - Octavos |
| 2015-16   | 1        | TBL  | 9        |                  |                  |                       | 3 Copa de Europa TR                         |
| 2016–17   | 1        | TBL  | 10       |                  |                  |                       |                                             |
| 2017–18   | 1        | TBL  | 8        | Cuartos de final | Semifinalista    |                       |                                             |

fuente:eurobasket.com

## Palmarés
- Liga de Polonia
  - Campeón (1): 2014
  - Subcampeón (6): 2007, 2008, 2009, 2011, 2013 y 2015

- Copa de Polonia
  - Subcampeón (2): 2010 y 2014

- Supercopa de Polonia
  - Campeón (1): 2015

- 1Liga
  - Campeón (1): 2004

## Jugadores destacados
| - Aleksandr Rindin - Harding NaNa - Marin Han - Jure Lozancic - Damir Miljkovic - Andrej Štimac - Srdan Subotic - Yann Mollinari - Sebastian Machowski - Giedrius Gustas - Denis Krestinin - Dušan Bocevski - Ivan Koljević - Michał Chyliński - Olek Czyż - Łukasz Koszarek - Damian Kulig - Andrzej Pluta - Krzysztof Roszyk - Łukasz Wiśniewski - Robert Witka - Adam Wójcik - Alvin Cruz | - Andrés Rodríguez (baloncestista) - Vlad Moldoveanu - Dragiša Drobnjak - Nejc Glavas - Vjekoslav Petrovic - Vukašin Aleksić - Marko Brkić - Nemanja Jaramaz - Aleksandar Lazarevic - Slobodan Ljubotina - Djordje Micic - Uroš Nikolić - Marko Šćekić - Ivan Žigeranović - Andrej Berezynski - Oleg Fil - Pavel Hivrenko - Kyrylo Natyazhko - Mike Ansley - Kyle Barone - Charles Bennett - Mardy Collins - Chris Daniels - Tyus Edney | - John Edwards - Justin Gray - Daryl Greene - Alex Harris - David Jackson - Chris Johnson - Michael Kuebler - Dallas Lauderdale - Arthur Lee - Jarryd Loyd - Cornelius Mitchell - Ronald Moore - Kevinn Pinkney - J.P.Prince - Jason Richards - Scooter Sherrill - Michael Taylor - Tony Taylor - Torey Thomas | - T.J.Thompson - John Turek - Brandon Wallace - Lance Williams - Chris Wright (baloncestista 1988) - Aleksandar Avlijas - Robert Tomaszek - Daniel Kickert - Aaron Cel - Konrad Wysocki - Gorjan Radonjic - Willie Deane - Russell Robinson - Bryan Bailey - Chris Young (1979) - Thomas Kelati - Robert Lewandowski (1989) - David Logan - Janavor Weatherspoon - Michael Wright (baloncestista) |